# Tumacacori-Carmen
Tumacacori-Carmen – jednostka osadnicza w Stanach Zjednoczonych, w stanie Arizona, w hrabstwie Santa Cruz.